# Phaonia punctinervis
Phaonia punctinervis är en tvåvingeart som beskrevs av Stein 1911. Phaonia punctinervis ingår i släktet Phaonia och familjen husflugor. Inga underarter finns listade i Catalogue of Life.